# Рейнска конфедерация
Рейнската конфедерация, известна още като Рейнски съюз или Съюз на Рейн (на немски: Rheinbund; официално на френски: États confédérés du Rhin, на практика Confédération du Rhin), е съюз на германски монархии, продължил от 1806 до 1813 г.
Сформиран е от 12 германски държави от Наполеон I след победата му над последния император на Свещената Римска империя Франц II и руския Александър I при Аустерлиц. Пресбургският мирен договор води до създаването на Рейнската конфедерация.
Членовете на съюза са германски князе (Fürsten) от Бавария, Вюртемберг, Регенсбург, Баден, Берг, Хесен-Дармщат. Впоследствие към тях се присъединяват и 19 други дребни самостоятелни князе, подчинявали се преди това на императора на Свещената Римска империя. Те управляват общо 15 милиона поданици, което от своя страна дава значително стратегическо преимущество на Френската империя на нейния източен фланг.

## Сформиране и история
На 12 юли 1806 г., при подписването на Договора на Рейнския съюз (немски:Rheinbundakte) 12 териториални държави, намиращи се на територията на сегашна Германия, формално напускат Свещената Римска империя и заедно се обединяват в конфедерация. Наполеон I е „избран“ за „протектор“. На 6 август, вземайки предвид ултиматума, поставен от Наполеон, Франц II абдикира от своя пост на император и обявява разпускането на Свещената Римска империя. В следващите години 23 други германски териториални държави се включват в съюза. Останалата част от империята е под власт на династията Хабсбург на Франц II под името Австрия. Единствено Австрия, Прусия, датският Холщайн и шведската Померания остават извън Рейнския съюз като не се брои западният бряг на Рейн и княжество Ерфурт, които биват погълнати от Френската империя.
Според договора съюзът трябва да бъде владян чрез общите конституционни закони, но индивидуалните териториални държави и особено по-големите такива искат неограничен суверенитет.
Вместо да управлява монархически глава, както е било в Свещената Римска империя, най-високия пост в съюза се държи от Карл Теодор фон Далберг, бивш главен канцлер, носещ сега титлата принц-архиепископ на съюза. Като такъв той представлява и Президент на съюза на кралете и контролира парламента на съюза. Този парламент е подобен на съвременния, но въпреки това никога не се събира.
Рейнската конфедерация е над всички военни съюзи: членовете му трябва да доставят на Франция голям брой войска. В замяна на своето сътрудничество някои глави на териториални държави получават по-високи статуси: Баден, Хесе, Клефес и Берг стават велики херцогства, а Вюртемберг и Бавария се превръщат в кралства. Териториалните държави също биха могли да нарастват чрез медиатизация на по-малки или бивши имперски държави.
След загубата на Прусия срещу Франция през 1806 г. множество средни и малки териториални държави се присъединяват към Рейнския съюз. През 1808 г. той достига най-голямото си териториално разпространение, като включва четири кралства, пет велики херцогства, тринадесет херцогства, седемнадесет княжества и свободните градове на Ханзата Хамбург, Любек и Бремен.
През 1810 г. големи части от северозападна Германия бързо влизат в Наполеоновата империя, за да може по-добре да се контролира търговското ембарго с Великобритания и континенталната система.
Рейнският съюз се разпада през 1813 г. след погромният завършек на кампанията на Наполеон срещу Руската империя. Много от членовете на съюза променят своите виждания и позиции след Битката на нациите, когато става ясно, че Наполеон ще загуби Войната на Шестата коалиция.

## След Рейнската конфедерация
След разпадането на Рейнската конфедерация единственият опит за политически съюз в Германия до създаването на Германският съюз на 21 октомври 1813, представлява Централният административен съвет (немски:Zentralverwaltungsrat). Негов президент е Хайнрих Фридрих Карл, райхсфрайхер фом унд цум Щайн (на немски: Reichsfreiherr vom und zum Stein) (1757 – 1831). На 20 юни 1815 г. този съюз се разпуска.
На 30 май 1814 г. Парижкият договор обявява германските държави за независими.
През 1815 г. Виенският конгрес преначертава европейската политическа карта. Всъщност промените на вътрешните германски граници са сравнително малки, а резултатът е, че новообразуваният Германски съюз в голяма степен се състои от членовете на Рейнския съюз.